# Veliko jažinačko jezero
Veliko jažinačko jezero (alb. Liqeni i Madh i Jazhincës) je planinsko jezero na Kosovu, u istočnom dijelu Šar planine. Jezero je 2,180 m iznad razine mora, neposredno ispod vrha Peskovi, koji doseže visinu od 2,651 m. Njegova najveća duljina je 125 m, a njegova najveća širina je 90 m. S nekih strana jezero je okruženo velikim stijenama što ga čini idealnim za skrivanje ili život životinja.
Oko 1 km SI je i Malo jažinačko jezero.

## Vanjske poveznice
|  | Zajednički poslužitelj ima još gradiva o temi Veliko jažinačko jezero |